# ワールド ワールド ワールド
『ワールド ワールド ワールド』は、日本のロックバンド、ASIAN KUNG-FU GENERATIONの4枚目のフルアルバム。2008年3月5日にキューンレコードから発売された。

## 概要
前作の『フィードバックファイル』から約1年5か月ぶりのアルバム。
フルアルバムとしては、『ファンクラブ』以来約2年ぶりとなる。初回限定版のみワールドスリーブケース仕様。『ソルファ』と同様に、アナログ盤も同年3月26日に発売された。通常の歌詞カードとは別に、全曲の歌詞の英訳が載った歌詞カードが入っている。2007年はこのアルバム制作に重点を置いていたようで、後藤の日記を見ても新曲の構成や、レコーディングという類の文字が目立つ。それと同時に、夏フェスなどにも精力的に参加していたためか、アルバムの発売前にライブ等で演奏された曲がかなり存在する。全面的にギターの喜多建介のコーラスが採用されている。
「NANO-MUGEN COMPILATION.2006」に収録されている「十二進法の夕景」は収録されていない。(2014年リリース『フィードバックファイル 2』に収録)
『或る街の群青』のカップリング曲「鵠沼サーフ」、『アフターダーク』のカップリング曲「由比ヶ浜カイト」、『転がる岩、君に朝が降る』のカップリング曲「江ノ島エスカー」は、同年のアルバム『サーフ ブンガク カマクラ』に収録されている。
アルバムのジャケットに同時多発テロで破壊されたワールド・トレード・センターらしき絵があり、本作の象徴となっている。
余談だが、これまでのアジカンのアルバム(ミニアルバムも含む)のタイトルには全て「ファ」が付いていた事がファンからたびたび指摘されていたが、今回の作品で消滅した。因みにタイトルに「ファ」が付く事に特に意味はない。

## 収録曲
- 全作詞：後藤正文、全編曲：ASIAN KUNG-FU GENERATION

| #         | タイトル                                                                | 作詞      | 作曲                                   | 時間  |
| --------- | ----------------------------------------------------------------------- | --------- | -------------------------------------- | ----- |
| 1.        | 「ワールド ワールド ワールド」                                          |           | 後藤正文・喜多建介・山田貴洋・伊地知潔 | 1：17 |
| 2.        | 「アフターダーク」(テレビ東京系アニメ『BLEACH』第7代オープニングテーマ) |           | 後藤正文・山田貴洋                     | 3：12 |
| 3.        | 「旅立つ君へ」                                                          |           | 後藤正文                               | 2：49 |
| 4.        | 「ネオテニー」                                                          |           | 後藤正文・喜多建介                     | 4：43 |
| 5.        | 「トラベログ」                                                          |           | 後藤正文                               | 4：06 |
| 6.        | 「No.9」                                                                |           | 後藤正文                               | 3：33 |
| 7.        | 「ナイトダイビング」                                                    |           | 後藤正文                               | 3：02 |
| 8.        | 「ライカ」                                                              |           | 後藤正文                               | 3：52 |
| 9.        | 「惑星」                                                                |           | 後藤正文                               | 4：01 |
| 10.       | 「転がる岩、君に朝が降る」                                              |           | 後藤正文                               | 4：37 |
| 11.       | 「ワールド ワールド」                                                   |           | 後藤正文                               | 1：21 |
| 12.       | 「或る街の群青」(スタジオよんどしい配給映画『鉄コン筋クリート』主題歌)  |           | 後藤正文                               | 4：16 |
| 13.       | 「新しい世界」                                                          |           | 後藤正文                               | 3：17 |
| 合計時間: | 合計時間:                                                               | 合計時間: | 43:45                                  |       |

## 楽曲について
ワールド ワールド ワールド
ASIAN KUNG-FU GENERATIONの楽曲のうちでは最短の曲だが、インスト曲でない。
2007年に行われた「Tour 酔杯2007 Project Beef」のオープニングセッションが土台となっており、メンバー全員がコーラスに参加している。
MVが存在し、『映像作品集　4巻』に収録されている。
旅立つ君へ
アウトロが次曲に繋がっている。
ネオテニー
タイトルは「幼形成熟」の意。イントロが前曲と繋がっている。
トラベログ
タイトルは「旅行記」の意。
曲中に、2005年のNANO-MUGEN FES.で演奏された「Re:Re:」〜「N.G.S」の曲間セッションをアレンジしたものが使われている。これは、喜多と山田の「あのセッションが忘れられない」という強い要望によって加えられた。
No.9
歌詞中の「パトリオット」は「愛国者」の意。また、同名の地対空ミサイルが存在する（こちらの読みは「ペイトリオット」）。
沖縄県の平和祈念公園にある「平和の礎」の前から見た海の事を歌詞にしている。
ナイトダイビング
ギター担当の喜多が一部メインボーカルを務めている。
ライカ
タイトルは、スプートニク2号で宇宙に行った雌犬の「ライカ」の事を指す。
ワールド ワールド
ASIAN KUNG-FU GENERATIONでは初となる、後藤の弾き語りによる楽曲。
曲の後半は次曲の「或る街の群青」のシングルにも収録されている街の雑踏音が収録されており、次の「或る街の群青」と繋がっている。この曲のバックで聞こえているメトロノームはアウトロでテンポが遅くなるように（次曲のテンポに合うように）プログラムによって制御されている。
新しい世界
中澤一登によるアニメーションMVが存在し、「ワールド　ワールド　ワールド」と同じく『映像作品集　4巻』に収録されている。
曲の最後の印象的なEメジャーコードは「The Beatlesの『A Day in the Life』からの引用ではないか」という公式サイトの閲覧者からの指摘に関して後藤が「ズバリ！鋭い」と答えている。このアルバムがコンセプトアルバムであることを踏まえた上で、The Beatlesの『Sgt. Pepper's Lonely Hearts Club Band』を強く意識し、加えた部分であるという。歌詞の冒頭に、自身を含めたロック・ミュージシャンに対しての揶揄と思われる一節がある。

## 演奏
- 後藤正文：Vocals, Guitar, Piano
- 喜多建介：Guitar, Vocals
- 山田貴洋：Bass, Vocals
- 伊地知潔：Drums